# رائو یوئی‌اس
رائو یوئی‌اس (روسی: ЕЭС России) شرکت هلدینگ برق روسی بود، که در سال ۱۹۹۲ تأسیس شد و در سال ۲۰۰۸ منحل گردید. این شرکت در زمان فعالیتش، ۷۰ درصد از ظرفیت نصب‌شده برق روسیه را در اختیار داشت و مالک ۴۰ نیروگاه، ۹۶ درصد از شبکه ولتاژ بالا و ۷۰ درصد از خطوط انتقال برق این کشور بود. پس از انحلال شرکت رائو یوئی‌اس در سال ۲۰۰۸، دارایی‌های آن به شرکت‌های فدرال گرید کمپانی، روس‌گیدرو و اینتر رائو واگذار شد.